# Liste von Lokomotiven und Triebwagen der CFL
Die Lokomotiven und Triebwagen der CFL werden mit drei- bis vierstelligen Zahlen bezeichnet. Im Gegensatz zu anderen Bahnen besteht bei der Nummerierung keine Logik, die etwas über das Fahrzeug selbst aussagt.

## Lokomotiven

### Elektrische Lokomotiven
| Serie                 | Bemerkung                                             | Foto |
| --------------------- | ----------------------------------------------------- | ---- |
| Serie 3600            | 3602: Bahnpark Augsburg 3608: Restaurierung beim SSMN |      |
| Serie 3000            |                                                       |      |
| Serie 4000            |                                                       |      |
| Serie 188 (Traxx MS3) |                                                       |      |

### Diesellokomotiven
| Serie      | Bemerkung                      | Foto |
| ---------- | ------------------------------ | ---- |
| Serie 1600 | 1602: PFT 1603: PFT 1604: SSMN |      |
| Serie 1800 | 06 : SSMN8                     |      |
| Serie 800  |                                |      |
| Serie 300  | ex ARBED                       |      |
| Serie 850  | 856 : SSMN                     |      |
| Serie 900  |                                |      |
| Serie 1100 |                                |      |
| Serie 1500 |                                |      |
| Serie 1700 |                                |      |
| Serie 450  | 455 : SSNM                     |      |
| Serie 600  |                                |      |
| Serie 700  |                                |      |
| Serie 1000 |                                |      |
| Serie 1020 |                                |      |
| Serie 1030 |                                |      |
| Serie 2000 |                                |      |

### Dampflokomotiven
| Serie             | Bemerkung                             | Foto |
| ----------------- | ------------------------------------- | ---- |
| Serie 341 und 342 | CSL Nr. 13 und 14 (DR 99 244 und 245) |      |
| Serie 351 bis 353 | PH Nr. 53 bis 55 (DR 99 271 bis 273)  |      |
| Serie 361 und 362 | PH-Baureihe N (DR 99 291 und 292)     |      |
| Serie 20          | PH-Baureihe E                         |      |
| Serie 30          |                                       |      |
| Serie 31          |                                       |      |
| Serie 33          | PH-Baureihe H                         |      |
| Serie 34          | PH-Baureihe H'                        |      |
| Serie 35          | PH-Baureihe L                         |      |
| Serie 36          |                                       |      |
| Serie 37          |                                       |      |
| Serie 38          |                                       |      |
| Serie 39          |                                       |      |
| Serie 40          | PH-Baureihe G                         |      |
| Serie 41          |                                       |      |
| Serie 42          | PH-Baureihe G'                        |      |
| Serie 43          |                                       |      |
| Serie 45          |                                       |      |
| Serie 46          | Preußische G 8.1 (ex AL und Est)      |      |
| Serie 47          |                                       |      |
| Serie 51          | PH-Baureihe I                         |      |
| Serie 52          | PH-Baureihe K                         |      |
| Serie 53          | PH-Baureihe O'                        |      |
| Serie 54          | PH-Baureihe O                         |      |
| Serie 55          | DR-Baureihe 42                        |      |
| Serie 56          | DR-Baureihe 52                        |      |

## Triebwagen

### Elektrische Triebwagen
| Serie      | Bemerkung           | Foto |
| ---------- | ------------------- | ---- |
| Serie 250  | ähnlich SNCF Z 6100 |      |
| Serie 260  | ehemals SNCF Z 6100 |      |
| Serie 300  | ersetzt durch AM 96 |      |
| Serie 2000 | SNCF Z 11500        |      |
| Serie 2200 |                     |      |
| Serie 2300 |                     |      |
| Serie 2400 | neuste Baureihe     |      |

### Dieseltriebwagen und -triebzüge
| Serie       | Bemerkung               | Foto |
| ----------- | ----------------------- | ---- |
| Serie 100   | SNCF X 3700 Z 105 :SSMN |      |
| Serie 120   |                         |      |
| Serie 150   | Uerdinger Schienenbus   |      |
| Serie 160   |                         |      |
| Serie 200   | Z 208 / 218 : SMNN      |      |
| Serie 628.4 |                         |      |
| Serie 2100  |                         |      |

Schmalspurtriebwagen:
| Nummern | Bemerkung  | Foto |
| ------- | ---------- | ---- |
| Z 1–2   | CVE VT 1–2 |      |
| Z 3–4   | CVE VT 3–4 |      |
| Z 5     | CVE VT 7   |      |
| Z 6     | CVE VT 8   |      |